# UWF無限大記念日
UWF無限大記念日（ユー・ダブリュー・エフむげんだいきねんび）は、1984年7月23日と24日にUWFが後楽園ホールで開催したプロレス興行。

## 概要
- ユニバーサル・プロレスリングが、この後、8月29日から9月11日までの2週間に渡って開催する「UWFヴィクトリー・ウイークス」の前夜祭的興行だった。
- 新日本プロレスを引退した佐山聡がザ・タイガーとして354日ぶりの復帰試合になった。タイガーは当時インストラクターとして同じくタイガージムに所属し、共に新格闘技を模索していた山崎一夫を引き連れての参戦だった。
- 新日本プロレスから移籍した藤原喜明、高田伸彦のUWF移籍後初の試合が行われた。これにより前田日明とのカール・ゴッチイズムを引き継ぐストロングスタイルの陣容が揃った。
- 前田日明は、当時保持していたWWFインターナショナル・ヘビー級王座のベルトをWWF理事の野末陳平会長に23日返上した。
- 協栄ボクシングジムの金平正紀元会長がリングサイドで観戦していた。
- 参戦外国人レスラーは、剛竜馬がカナダのアトランティック・グランプリ・レスリングからヘビー級の選手を、マッハ隼人がメキシコのEMLLから軽量級の選手をそれぞれブッキングした。
- レガース（シューティングレガース）をザ・タイガーと山崎一夫が着用し、プロレスの試合で使用された初の興行となった。

## 試合結果

### 初日
1984年7月23日 後楽園ホール 観衆3,000人
第1試合 20分1本勝負
山崎一夫（タイガージム所属）○（4:13 体固め）ガジョ・タパド ×
第2試合 30分1本勝負
MS1 ○（5:40 変形メキシカン・ストレッチ）エル・ファンタスマ ×
第3試合 30分1本勝負
マッハ隼人 △（11:22 両者フェンスアウト）アンヘル・ブランコ・ジュニア △
※10分間延長戦
アンヘル・ブランコ・ジュニア ○（3:00 反則）マッハ隼人 ×
第4試合 45分1本勝負
フレンチ・マーテル ○（21:48 反則）レオ・バーク ×
第5試合 タッグマッチ 60分1本勝負
ラッシャー木村 ○ & 剛竜馬 （13:22 体固め）ザ・UFO & ロッキー・ダラセーラ × 　　　
第6試合 タッグマッチ 時間無制限1本勝負
前田日明 & 藤原喜明 ○（16:24 原爆固め）ザ・タイガー（タイガージム所属）& 高田伸彦 ×

### 2日目
1984年7月24日 後楽園ホール 観衆3,000人
第1試合 20分1本勝負
山崎一夫（タイガージム所属）○（7:31　片エビ固め）エル・ファンタスマ ×
第2試合 30分1本勝負
アンヘル・ブランコ・ジュニア ○（7:38 体固め）ガジョ・タパド ×
第3試合 タッグマッチ 45分1本勝負
ラッシャー木村 & 剛竜馬 ○（10:48 原爆固め）ザ・UFO & MS1 ×
第4試合 タッグマッチ 45分1本勝負
藤原喜明 & 高田伸彦 ○（15:15 クロック・ネック・シザース）レオ・バーク & ロッキー・ダラセーラ ×
第5試合 60分1本勝負
ザ・タイガー（タイガージム所属）○（9:17 タイガー・スープレックス）マッハ隼人 ×
第6試合 60分1本勝負
前田日明 ○（8:53 三角絞め）フレンチ・マーテル ×